# Veerle Geerinckx
Veerle Geerinckx (Dendermonde, 3 maart 1973) is een Belgisch Vlaams-nationalistisch politica voor de N-VA en curler. Van 2019 tot 2025 was ze burgemeester van Zemst en van 2022 tot 2024 Vlaams Parlementslid.

## Levensloop
Veerle Geerinckx studeerde in 1997 af in de architectuur aan de Hogeschool voor Wetenschap & Kunst (WENK) in Gent. In 1999 behaalde ze aan de Universiteit Gent een aanvullend diploma in stedenbouw en ruimtelijke planning.
Ze werkte van 1997 tot 1998 als zelfstandig architecte in een architectenbureau in Gent en Dendermonde. Vervolgens ging ze aan de slag voor de Vlaamse overheid, van 1998 tot 2010 op de Administratie Ruimtelijke Ordening, Huisvesting en Monumenten & Landschappen (AROHM) en van 2010 tot 2011 op het Departement Ruimtelijke Ordening, Woonbeleid en Onroerend Erfgoed (RWO). Van januari tot december 2012 was ze raadgever op het kabinet van Vlaams minister van Ruimtelijke Ordening Philippe Muyters (N-VA) en nadien werkte ze van 2013 tot 2014 als wetenschappelijk medewerkster ruimtelijke ordening voor de N-VA-fractie in het Vlaams Parlement.
Geerinckx werd bij de gemeenteraadsverkiezingen van 2012 verkozen als gemeenteraadslid van Zemst. N-VA vormde een coalitie met CD&V en Geerinckx werd eerste schepen van de gemeente. Daarbij kreeg ze de bevoegdheden Openbare Werken, Onroerend Erfgoed, Patrimonium, Wonen, Grondbeleid en Beheer van Waterlopen. Na de lokale verkiezingen van oktober 2018 vormde de N-VA in Zemst een coalitie met Groen, sp.a en de lokale partij VLAM. Geerinckx werd in januari 2019 de eerste vrouwelijke burgemeester van Zemst. Ze werd in die hoedanigheid bevoegd voor algemeen beleid, bevolking, politie, veiligheid, erfgoed, communicatie en archeologie. Bij de gemeenteraadsverkiezingen van oktober 2024 was Geerinckx kandidaat voor een hernieuwing van haar burgemeesterschap, als lijsttrekker van het kartel Team Burgemeester, een samenwerking van N-VA, VLAM en Vooruit, de opvolger van sp.a. De lijst werd echter nipt tweede, achter het kartel Iedereen Zemst van CD&V en Open Vld, dat een coalitie sloot met Groen. Team Burgemeester probeerde vervolgens de uitslag van de gemeenteraadsverkiezingen aan te vechten bij de Raad voor Verkiezingsbetwistingen, vanwege geruchten dat er sprake was onregelmatigheden, beïnvloeding van kiezers en het ronselen van stemmen door Iedereen Zemst. De klacht werd echter verworpen en op 6 januari 2025 diende Geerinckx het burgemeesterschap af te staan aan Bart Coopman. Vervolgens werd ze gemeenteraadslid in de oppositie.
Geerinckx was vanaf januari 2015 tevens voorzitter van de nationale partijraad van N-VA. In deze hoedanigheid werd ze in april 2021 opgevolgd door Kris Van Dijck. Sinds januari 2020 is ze tevens bestuurder bij de Vereniging van Vlaamse Steden en Gemeenten.
In april 2022 legde zij de eed af als lid van het Vlaams Parlement, een functie waarin ze Lorin Parys opvolgde. Als Vlaams Parlementslid ging ze zetelen in de commissie Welzijn, Volksgezondheid, Gezin en Armoedebestrijding en werd ze plaatsvervangend lid van de commissie Wonen en Erfgoed, de commissie Algemeen Beleid, Financiën, Begroting en Justitie en de commissie Brussel, de Vlaamse Rand en Dierenwelzijn. Bij de Vlaamse verkiezingen van 9 juni 2024 werd ze vanop de zesde plaats van de N-VA-lijst niet herkozen.
Daarnaast heeft Geerinckx meermaals deelgenomen aan het wereldkampioenschap curling voor gemengde teams en was ze van 2016 tot 2019 lid van de raad van bestuur van het Sportimonium in Hofstade (Zemst).